# Peroxynitrit

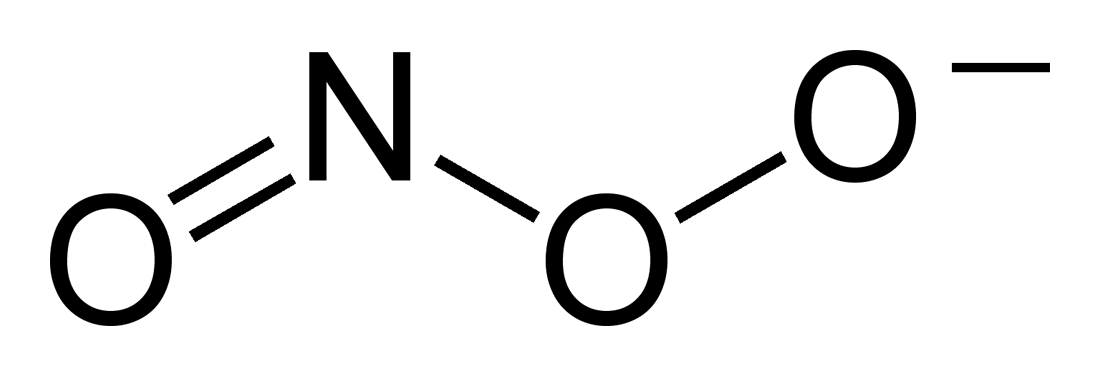
Struktura anionu peroxynitritu

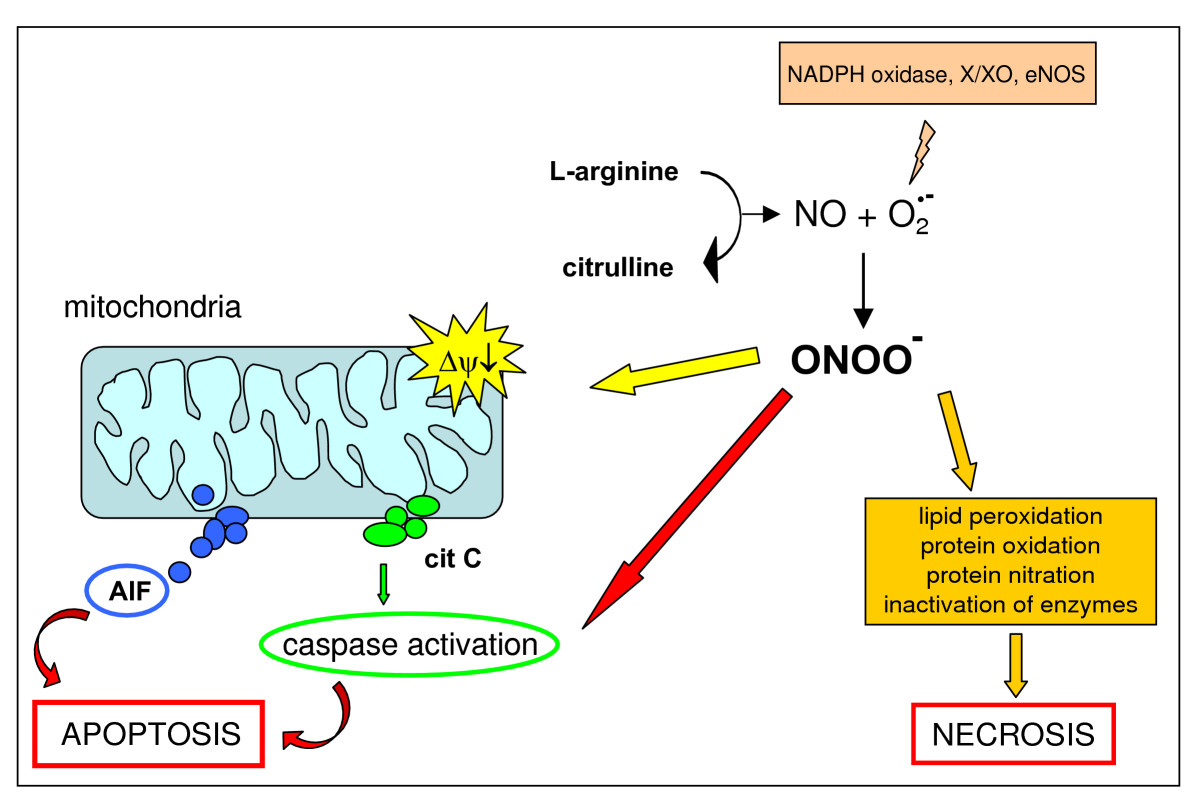
Reakce peroxynitritu vede buď k apoptotické nebo nekrotické smrti buňky

Peroxynitrit je anion se vzorcem ONOO−. Je to nestabilní valenční izomer aniontu NO3−, který má stejný sumární vzorec, ale odlišnou strukturu. Ačkoliv je kyselina peroxynitridová vysoce reaktivní, její konjugovaná báze peroxynitrit je stabilní. Vyrábí se reakcí peroxidu vodíku s dusitanem:
H2O2 + NO2− → ONOO− + H2O
Peroxynitrit je oxidační a nitrační činidlo. Díky svým oxidačním vlastnostem může napadat široké spektrum biomolekul v buňkách, včetně DNA a bílkovin. Formování peroxynitritu in vivo je přičítáno reakci volných radikálů peroxidu s volnými radikály oxidu dusnatého.:
·O2− + ·NO → ONO2−
Produktem reakce těchto dvou radikálů je peroxinitrit, molekula, která sama o sobě není radikálem, ale má silné oxidační vlastnosti.
V laboratoři může být roztok peroxynitritu připraven reakcí okyseleného peroxidu vodíku s roztokem dusitanu sodného, a následovaným rychlým přidáním hydroxidu sodného. Koncentrace je indikována absorbancí při 302 nm (pH 12, λ302 = 1670 M−1 cm−1).
Peroxynitrit (spíše než NO·) je in vivo odpovědný za nitraci a hydroxylaci aminokyseliny tyrozinu. Přechodné kovy včetně kovů v aktivních centrech superoxiddizmutázy a myeloperoxidázy katalyzují jeho heterolytické štěpení na hydroxidový anion a nitroniový kation, jež je schopen napadat fenolické sloučeniny (in vivo například tyrozin na 3-nitrotyrozin).